# Discographie de Visual Audio Sensory Theater
Voici la discographie du groupe de rock alternatif américain Visual Audio Sensory Theater.

## Albums studio

### Visual Audio Sensory Theater
Premier album de VAST, il est produit le 28 avril 1998 par Elektra Records.
1. Here – 4:56
2. Touched – 3:57
3. Dirty Hole – 5:36
4. Pretty When You Cry – 3:50
5. I'm Dying – 4:09
6. Flames – 4:37
7. Temptation – 3:09
8. Three Doors – 4:58
9. The Niles Edge – 4:35
10. Somewhere Else to Be – 3:05
11. Untitled – 3:42
12. You – 4:55

### Music for People
Second album de VAST, il est produit le 12 septembre 2000 par Elektra Records. C'est le dernier album produit par Elektra Records.
1. The Last One Alive – 3:38
2. Free – 3:07
3. I Don't Have Anything – 3:46
4. The Gates of Rock 'N' Roll – 3:24
5. What Else Do I Need – 3:37
6. Blue – 3:25
7. Land of Shame – 3:26
8. A Better Place – 3:23
9. Song Without a Name – 3:32
10. We Will Meet Again – 3:39
11. My TV and You – 2:40
12. Lady of My Dreams – 2:53

### Nude
Troisième album studio de VAST, il est produit par le label indépendant 456 Entertainment le 24 février 2004. Cet album est composé de chansons tirées de la version en-ligne de Turquoise & Crimson.
1. Turquoise – 3:20
2. Thrown Away – 4:01
3. Don't Take Your Love Away – 4:57
4. Be With Me – 3:54
5. Lost – 4:01
6. Winter in My Heart – 3:36
7. I Need to Say Goodbye – 3:22
8. Japanese Fantasy – 3:01
9. Ecstacy – 3:34
10. Candle – 3:28
11. I Can't Say No (To You) – 4:19
12. Desert Garden – 3:43

En Europe, l'album inclut deux chansons supplémentaires :
1. Falling from the Sky – 3:27
2. I Woke Up L.A. – 3:39

### Turquoise & Crimson
Double album de VAST, reprenant la version en-ligne du même nom ainsi que quelques chansons de Nude avec différents mix, quatrième album du groupe, sorti en 2006 sous le label créé par Jon Crosby, 2blossoms.

#### Disque 1
1. Turquoise – 3:19
2. Ecstasy – 3:29
3. Be With Me – 3:53
4. Thrown Away – 4:00
5. Don't Take Your Love Away – 4:53
6. Falling from the Sky – 3:05
7. Candle – 4:01
8. I Woke Up L.A. – 3:30
9. I Can't Say No (To You) – 4:12
10. Desert Garden – 3:17

#### Disque 2
1. Dead Angels – 3:25
2. I Need to Say Goodbye – 3:23
3. Lost – 2:37
4. Winter in My Heart – 3:36
5. All I Found Was You (Japanese Fantasy) – 3:25
6. That's My Boy – 3:54
7. Evil Little Girl – 3:59
8. Beautiful – 3:33
9. Señorita – 2:50
10. Where It Never Rains – 3:30
11. Bruise – 3:17
12. Goodbye – 3:04

### April
April est la version "finale" de l'album en-ligne du même nom. Sorti le 16 octobre 2007, au label 2blossoms, il est le cinquième album de VAST.
1. You're Too Young – 3:11
2. Dedicate (A Place for Me) – 4:18
3. Everything Passing By – 4:01
4. Sunday I'll Be Gone – 3:37
5. Frog – 3:04
6. One More Day – 3:33
7. Tattoo of Your Name – 3:45
8. Is It Me – 2:54
9. I'm Too Good – 3:25
10. She Visits Me – 2:54
11. I Am a Vampire – 3:00
12. Take Me With You – 3:35

### Me and You
Sixième - et actuellement dernier - album de VAST; produit par 2blossoms, le 26 mai 2009.
1. You Should Have Known I'd Leave – 3:01
2. I Thought By Now – 3:49
3. Here's to All the People I Have Lost – 4:22
4. Until I Die – 2:59
5. I'm Afraid of You – 3:25
6. You're the Same – 5:05
7. Everything Has Changed – 2:35
8. You Destroy Me – 3:51
9. You Are the One – 3:11
10. Hotel Song – 3:25
11. It's Not You (It's Me) – 4:06
12. She Found Out – 3:46

## Compilation

### A Complete Demonstration
A Complete Demonstration est une compilation des démos de VAST. Disponible en ligne en 2005, les 500 premières copies étaient signées par Jon Crosby.
1. If You Are in Heaven – 4:41
2. Channel Zero – 5:20
3. Electric Womb – 3:50
4. Cannibal – 3:19
5. Enemy – 3:32
6. Jaded – 4:09
7. Dirty Hole – 5:37
8. Skin Cage – 4:37
9. Three Doors – 3:54
10. Touched – 4:04
11. Pretty When You Cry – 3:02
12. I Want to Take You There – 3:50
13. The Niles Edge – 4:23
14. Flames – 4:33

## Albums Live

### Live at CBGB's
Live officiel enregistré en 2006, seulement disponible en téléchargement sur le site internet de VAST.
1. Intro – 1:45
2. Turquoise – 3:19
3. Here – 3:52
4. Pretty When You Cry – 3:50
5. Falling from the Sky – 3:14
6. Thrown Away – 4:01
7. Touched – 4:24
8. I Don't Have Anything – 3:21
9. I Can't Say No (To You) – 3:48
10. That's My Boy – 4:06
11. The Last One Alive – 3:57
12. Free – 3:15
13. Desert Garden – 3:26
14. Tattoo of Your Name – 3:31
15. You're Too Young – 3:02
16. Temptation – 3:27

### Seattle 2007
Un autre live, enregistré en 2007 donc, seulement disponible en téléchargement sur leur site.
1. Here – 4:43
2. Pretty When You Cry – 3:56
3. Falling from the Sky – 3:04
4. Thrown Away – 3:59
5. Touched – 4:32
6. I Don't Have Anything – 3:25
7. The Last One Alive/Free – 7:10
8. Blue – 4:17
9. Desert Garden – 3:03
10. Tattoo of Your Name – 3:45
11. You're Too Young – 3:12
12. Flames – 4:06
13. Temptation – 3:35
14. Turquoise – 3:22
15. My TV and You – 2:47
16. Three Doors – 5:01

## Autres albums

### Turquoise & Crimson (version en-ligne)
Collection regroupant les chansons des EP Turquoise 3.x et Crimsom 3.x, disponibles sur internet. Certaines chansons ont été reprises pour l'album Nude avant d'être finalisée pour Turquoise & Crimson. La liste des chansons est néanmoins différente.

#### Disque 1: Turquoise 3.x
1. Turquoise – 3:19
2. Ecstasy – 3:29
3. Be With Me – 3:53
4. Thrown Away – 4:00
5. Don't Take Your Love Away – 4:53
6. Falling from the Sky – 3:05
7. Candle – 4:01
8. I Woke Up L.A. – 3:30
9. I Can't Say No (To You) – 4:12
10. Desert Garden – 3:17

#### Disque 2: Crimson 3.x
1. I Need to Say Goodbye – 3:23
2. Lost – 2:37
3. Winter in My Heart – 3:36
4. All I Found Was You – 3:25
5. That's My Boy – 3:54
6. Evil Little Girl – 3:59
7. Beautiful – 3:33
8. Señorita – 2:50
9. Where It Never Rains – 3:30
10. Goodbye – 3:04

### April (version en-ligne)
Cette version ne convenant pas à Jon Crosby, qui ne la considérait pas comme finie, était seulement disponible sur leur site internet.
1. You're Too Young – 3:03
2. Sunday I'll Be Gone – 3:30
3. One More Day – 3:31
4. I'm Too Good – 3:22
5. I Am a Vampire – 2:58
6. She Visits Me – 2:54
7. Tattoo of Your Name – 3:46
8. Be With Me – 3:35
9. Having Part of You – 4:01
10. I Can't Say No (To You) – 3:39

### Making Evening and Night
Album en édition limitée, signé et numéroté par Jon Crosby; composé d'une compilation de démos conçus fin 2013 et sélectionnés en partie par les fans du groupe.

#### Disque A - Audience Selected
1. Again And Again – 3:11
2. No One Could Know – 3:47
3. Where'd You Go? – 3:43
4. It's Time – 4:57
5. Like God – 3:30
6. Call On Me – 3:50
7. The Thing They Took – 3:26
8. They Only Love You When You Die – 4:09
9. There Is No Tomorrow – 6:14
10. Trail Of Tears – 3:32
11. The Fire Of Love – 3:39

#### Disque B - Audience Unselected
1. Something About You Turns Me On – 3:05
2. Noise – 3:12
3. Put Your Lips Around My Generation – 3:24
4. Diamonds To Coal – 4:26
5. Whisper My Name In Your Heart – 3:33
6. Burning Desire – 2:40
7. Desperate – 3:09
8. I Would Like It – 3:30
9. Broken Girl – 3:15
10. Kimi – 4:21
11. I Want It Back – 3:42